# Palaua minor
Palaua minor é uma espécie de gastrópode da família Euconulidae.
É endémica de Palau.